# ВЕЦ „Цанков камък“
ВЕЦ „Цанков камък“ е водноелектрическа централа в южна България, разположена в землището на село Михалково. Част е от Каскадата „Доспат-Въча“, собственост на Националната електрическа компания.
Централата е деривационна, застроена за водно количество 69,5 m³/s, и има два агрегата с френсисови турбини и обща мощност 85 MW, като проектното годишно производство е 198 GWh. Захранва се с води от язовир „Цанков камък“ от открито водохващане в неговия ръкав в коритото на река Гашна, откъдето те се подават по подземен напорен стоманен тръбопровод с дължина 600 метра. При изграждането на централата е направена и корекция на коритото на река Въча под нея, с което падът на водите допълнително е увеличен с 10 метра.
Централата е част от Хидровъзел „Цанков камък“, чието строителство се финансира от банков консорциум от Австрия и други европейски страни. Той е субсидиран от правителството на Австрия, което трябва да изкупува спестените чрез водноелектрическата централа емисии на въглероден диоксид, съгласно Протокола от Киото.